# Hong Tjong-ou
Hong Tjong-ou (env. 1850-1913) est considéré comme étant le premier Coréen à s'être rendu en France et comme l'auteur de la première traduction d'un roman coréen dans une langue occidentale. Il a ensuite fait carrière au gouvernement après avoir assassiné Kim Okgyun, un des meneurs du coup d'État de Gapsin. 

## Jeunesse
Hong Tjong-ou est né le 17e jour du 11e mois lunaire de 1850 à Ansan. Il est le seul fils de Hong Jae-won (1827-1898) du clan des Hong de Namyang (en) et d'une Kim de Gyeongju morte en 1886. Il a grandi dans la pauvreté sur l'ile de Gogeum (ko) dans la province du Jeonnam dans le Sud-ouest de la péninsule. Il a toutefois reçu une éducation et s'intéressait particulièrement à la divination. Le 4 juin 1886, il assiste en tant que secrétaire à la cérémonie de signature du traité d’amitié et de commerce entre la France et la Corée négocié par Georges Cogordan.
Dans les années 1880, les idées politiques de Hong Tjong-ou sont proches de celles du parti réformiste du Gaehwapa (ko) et donc de celles de Kim Okgyun qu'il connaissait personnellement,. Il souhaite que la Corée suive l'exemple du Japon et se réforme en faisant pénétrer la civilisation européenne afin que son pays soit entièrement indépendant de ses voisins, notamment la Chine dont il est vassal, ainsi que du Japon qui essaie d'étendre son influence en Corée au détriment de cette dernière. D'autre part, son souhait est de rompre les barrières qui isolent la Corée. Il décide donc de se rendre en France dans l'espoir d'y trouver une inspiration pour des réformes démocratiques,.
Après de nombreuses difficultés, il parvient à obtenir en 1887 un passeport du gouvernement coréen qui l'autorise à aller étudier le droit en France. Toutefois, il passe d'abord deux ans au Japon pour financer son voyage, travaillant notamment comme compositeur au Asahi Shinbun à Osaka et apprenant le japonais et le français. Il rencontre également des hommes politiques et reçoit une lettre d'introduction à Georges Clemenceau de la part de l'ancien ministre libéral Itagaki Taisuke ainsi qu'à Gustave Mutel, un prêtre des Missions étrangères de Paris (MEP) qui avait essayé de développer clandestinement le christianisme en Corée,.

## Séjour en France
Hong Tjong-ou arrive à Marseille en décembre 1890 après 40 jours de bateau et se rend directement aux MEP à Paris qui organisent son accueil. Il fait rapidement la connaissance du dessinateur et caricaturiste Félix Régamey qui l'héberge pendant plusieurs mois et essaie de l'aider à rencontrer des personnages haut placés. Hong Tjong-ou parvient à rencontrer une nouvelle fois Georges Cogordan qui à cette époque est en fonction au quai d'Orsay. Toutefois, la France avait pris pour politique d'ignorer la Corée et il n'y a pas eu de suite à cette rencontre,..
Hong Tjong-ou travaille dès lors au tout nouveau musée Guimet qui développe une collection d'art asiatique et qui vient de recevoir une partie des objets et des livres de la collection recueillie par Charles Varat en Corée en 1888-89. En collaboration avec l'écrivain de science-fiction J.-H. Rosny, il traduit l'Histoire de Chunyang (en) en lui donnant le titre de Printemps parfumé, un petit livre illustré publié en 1892. Il s'agit d'un conte très populaire relatant l'histoire d'un amour interdit.
Après son départ de la France, deux autres ouvrages ont encore été publiés.
- Le Bois sec refleuri, traduction du Shimcheongjeon (ko) en 1895. Texte sur Gallica
- Guide pour rendre propice l'étoile qui garde chaque homme et pour connaître les destinées de l'année (직성행녕편람), un livre de divination publié en 1897 en collaboration avec Henri Chevalier.

Finalement, il s'avère que Hong Tjong-ou s'est détourné de ses objectifs initiaux et s'est surtout occupé de la culture de son pays lors de ce séjour et a alors probablement changé d'opinion au contact d'une autre civilisation,.

## L'assassinat

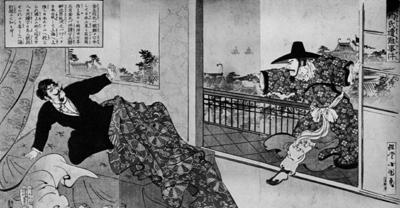
L'assassinat de Kim Okgyun

Hong Tjong-ou quitte Paris le 23 juillet 1893 à destination du Japon. Il y apprend d'abord que sa femme est morte au mois de mai. En décembre, il reçoit la visite de Yi Il-jik qui lui annonce que le roi Kojong veut que les auteurs du coup d'État de Gapsin de 1884 qui se sont réfugiés au Japon soient assassinés, notamment Kim Okgyun, Park Yeong-hyo et Lee Kyu-wan. Son rôle est dès lors de prendre contact avec les réfugiés et de les encourager à se rendre en Chine où ils seront moins protégés. Il parvient à ses fins en mars 1894 : dans l'objectif de rencontrer Li Hongzhang, Kim Okgyun se rend à Shanghai avec Hong Tjong-ou, un serviteur et un traducteur. Dès le lendemain de leur arrivée, le 28 mars 1894, Hong tue Kim de quatre coups de revolver. Arrêté par la police, il est rapidement expulsé du pays et renvoyé à Séoul. Dans un contexte de tensions politiques internationales, cet événement connaît un grand retentissement, jusqu'en Europe.
Au Japon, la presse s'empare de l'événement et peint Kim en héros et Hong en monstre. En Corée, le roi publie un décret spécial qui nomme Hong fonctionnaire du gouvernement, tandis que le corps de Kim, le traître, démembré en huit morceaux est exposé dans chacune des huit provinces pour intimider les opposants, à un moment où le pays est ébranlé par la rébellion paysanne du Donghak. Cependant, Hong ne profite pas longtemps de cette faveur, car la situation s'envenime : la première guerre sino-japonaise (1894-1895) éclate pendant l'été, les Japonais prennent le contrôle du pays, et Hong se réfugie en Chine. Sa carrière ne reprend qu'en 1896, lorsque le roi se réfugie dans la légation russe et que les conservateurs retournent au pouvoir. Il occupe plusieurs postes importants jusqu'en 1902, mais l'influence japonaise se fait à nouveau de plus en plus forte. Dès 1903, il est nommé magistrat sur l'île de Jeju, une forme d'exil. Il démissionne au printemps 1905 et part vivre à Muan près de Mokpo. Il meurt au début de 1913.

## Référence
1. 1 2 3  Li Jin-Mieung, « Etudes coréennes en France : les origines, le passé et le présent », Actes du Séminaire international coréano-francophone sur la situation géopolitique en Asie de l’Est; organisé par la Fondation coréenne d’Histoire de l’Asie du Nord-Est, 7-8 novembre 2013, Paris.
2. 1 2 3 4 5 6 7 8 9  (en) « Hong Jong-u », d'après le livre « 그래서 나 는김옥균을 쏘았다 » (C'est ainsi que j'ai tué im Ok-gyun) de Jo Jae-gon publié en 2005 aux éditions Pureun Yeoksa.
3. 1 2 3 4 5  Félix Régamey,  « Un assasin politique », article publié dans Le monde illustré du 24 juin 1894 et dans T’oung-Pao: Archives pour servir à l'étude de l'histoire, des langues, la geographie et l'ethnographie de l'Asie orientale (Chine, Japon, Corée, Indo-China, Asie Centrale et Malaisie), vol. 5, pages 260-270, 1894.
4. 1 2  J. H. Rosny,  « Hong-Tjyong-Ou », Le Carillon du Boulevard Brune, 1re année, numéro 11, Mai 1894 .